# الحصن البيزنطي شواش
الحصن البيزنطي هو معلم أثري تونسي مصنف من قبل المعهد الوطني للتراث يقع في ولاية باجة في الشمال الغربي التونسي، تحديدا في شواش تم تصنيف المعلم في يوم 13 مارس 1912.

## مقالات ذات صلة
- قائمة المعالم الأثرية المصنفة في تونس